# Ali Hassoun

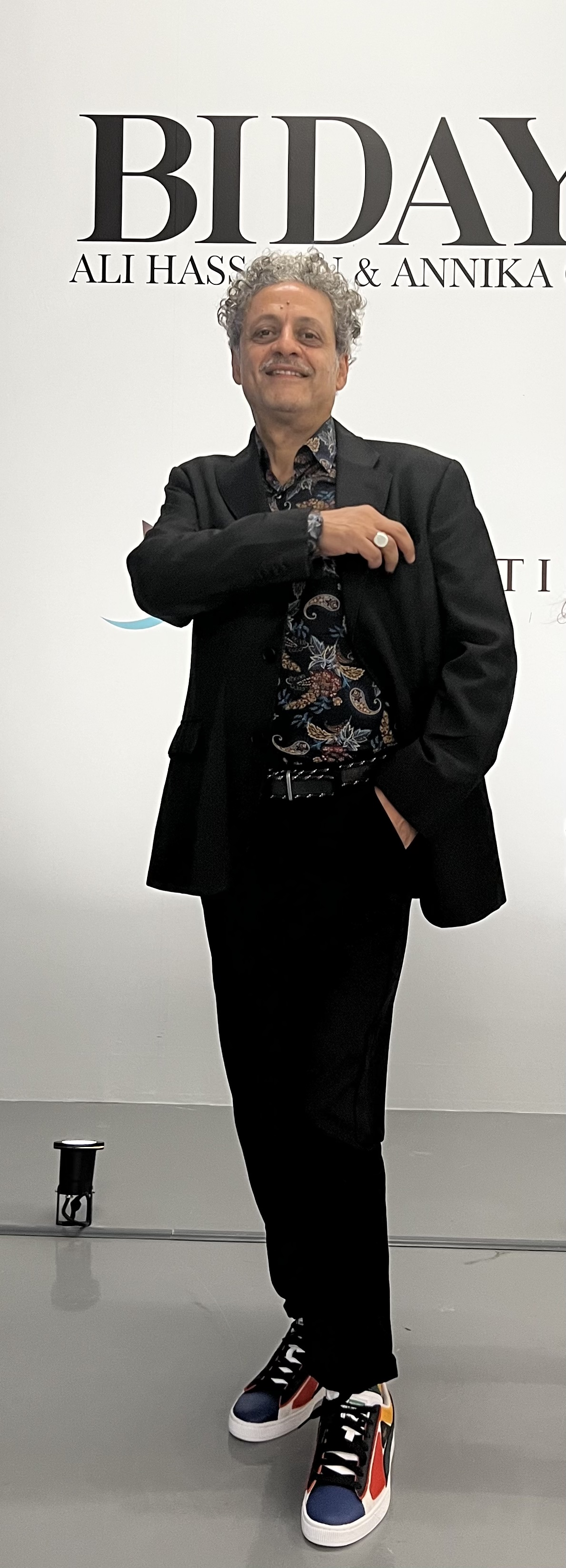
Ali Hassoun bei der Eröffnung der Ausstellung BIDAYA in Dubai (2023)

Ali Hassoun (* 1964 in Sidon, Libanon) ist ein italienisch-libanesischer figurativer Maler.

## Biographie
Hassoun studierte gegen den anfänglichen Widerstand seiner Eltern Kunst. 1982 erhielt er ein Stipendium und zog nach Florenz, um an der Accademia delle Arti del Disegno zu studieren. 1992 schloss er sein Architekturstudium mit der Laurea in Florenz ab. Heute lebt und arbeitet er in Mailand, Dubai und München.

## Ausstellungen
- 2010: Alla confluenza dei due mari. A cura di Martina Corgnati. Magazzini del Sale di Siena.[2]
- 2013: Il POPolo vuole. A cura di Luca Beatrice. Museo Piaggio di Pontedera.[3]
- 2017: Crossover. A cura di Silvia Guastalla. Galleria Studio Guastalla, Milano.[4]
- 2018: Lo specchio di Venere. A cura di Angelo Crespi. MAC, Milano[5]

## Werke
- Italienisch-italienische arabische Künstler zwischen Italien und dem Mittelmeerraum, kuratiert von Martina Corgnati, Damaskus, Beirut, Kairo.
- Drappellone Palio di Siena 2010.